# Zoia Kosmodemiànskaia
Zoia Anatólievna Kosmodemiànskaia (rus: Зо́я Анато́льевна Космодемья́нская) (13 de setembre de 1923 – 29 de novembre de 1941) va ser una partisana soviètica, que rebé el títol d'Heroïna de la Unió Soviètica a títol pòstum. És una de les màrtirs més reverenciades de la Unió Soviètica.

## Família
El cognom Kosmodemianski prové de la unió dels noms dels sants Cosme i Damià (Kosma i Demian en rus). Des del segle xvii, els Kosmodemianski eren capellans de l'Església Ortodoxa Russa. L'avi de Zoia, Piotr Kosmodemianski va ser assassinat el 1918 per militants ateus per la seva oposició a la blasfèmia. El pare de Zoia, Anatoli Kosmodemiànskia, estudià en un seminari teològic, però no es graduà. Posteriorment treballaria com a llibreter. La seva mare, Liubov Txurikova, era mestra d'escola. El 1925 va néixer el germà petit de Zoia, Aleksandr Kosmodemiànskia, que també rebria pòstumament el títol d'Heroi de la Unió Soviètica.

## Biografia
Zoia (el seu nom és la forma russa del nom grec Zoe, que significa Vida) va néixer el 13 de setembre de 1923 al poble d'Osino-Gay, no gaire lluny de la ciutat de Tambov, a l'óblast homònim. El 1929 la família es traslladà a Sibèria per por a les persecucions, i el 1930 es traslladaren a Moscou.
A Moscou, Zoia estudià a l'Escola 201 Al 1938 es va fer membre del Komsomol.
A l'octubre de 1941, amb la invasió alemanya en marxa, Zoia Kosmodemiànskaia, encara estudiant del darrer curs de secundària, s'uní a un destacament especial de partisans, el Spetsmaz 9903, que operava a la zona de Mozhaisk del Front Occidental. Després de cinc dies d'instrucció en l'ús d'explosius i armes lleugeres, a inicis de novembre la seva unitat destruïren línies telefòniques i realitzaren tasques de reconeixement, encara que el grup patí l'emboscada d'una patrulla alemanya i patiren diverses baixes.
El 27 de novembre de 1941 diversos grups de la unitat 9903 tornaren a endinsar-se dins de territori alemany per incendiar 10 localitats. Juntament amb Zoia anaven Boris Krainov i Vasili Klubkov, i havien d'incendiar Petrixtxevo, on els alemanys havien ocupat les cases. Krainov aconseguí acomplir la seva missió i fugir, Zoia incendià 3 cases i un estable amb vint cavalls i maquinària agrícola, i Klubov no en cremà cap. Però quan fugia cap al bosc, Zoia Kosmodemiànskaia va ser detinguda per una patrulla alemanya.
Va ser brutalment interrogada a una de les izbis que no havien cremat, però malgrat els maltractaments rebutjà parlar. Va ser sotmesa a un acarament amb Kulbov (qui havia reconegut ser partisà i havia donat els noms de Krainov i Kosmodenaskaia), però ni així va confessar.
L'endemà al matí va ser conduïda al centre del poble, on s'havia preparat un patíbul entre dos carrers, amb un cartell escrit en rus i alemany on es llegia "Piròmana". Tot el poble va ser obligat a presenciar-ho. Testimonis oculars després van afirmar que les seves darreres paraules van ser "Som 190 milions. No ens podeu penjar a tots!". Els alemanys van deixar el cos a la forca durant un mes i mig, fins que va ser enterrada just abans que el poble fos alliberat el 12 de gener de 1942.

## La fama
La història de Zoia Kosmodemiànskaia esdevingué popular després Piotr Lidov publiqués un article al diari Pravda el 27 de gener de 1942. Lidov havia sentit parlar sobre l'execució a un vell camperol, impressionat per la valentia de la noia. El testimoni afirmà que l'estaven penjant i ella estava donant un discurs. L'estaven penjant i ella els estava amenaçant. Lidov viatjà a Petrixtxevo, on recollí detalls dels habitants del lloc i publicà un article sobre la llavors desconeguda partisana, anomenada Tania (el nom que havia donat als alemanys). Poc després, la notícia arribà a Stalin, qui afirmà Aquí tenim l'heroïna del poble, començant una campanya de campanya de propaganda honorant a Kosmodemiànskaia. Van aparèixer diverses dones dient que la "Tania" dels diaris era la seva filla, formant-se conseqüentment una comissió per investigar l'afer. Finalment, el cos va poder ser identificat per la seva mare i el seu germà Saxa. El 16 de febrer de 1942, Zoia Kosmodemiànskaia va rebre el títol d'Heroïna de la Unió Soviètica, sent la primera dona que rebia aquest honor durant la Gran Guerra Patriòtica.
El seu cos va ser enterrat amb honors al cementiri de Novodévitxi de Moscou.
Molts carrers, kolkhoz i Grups de Pioners de la Unió Soviètica adoptaren el nom de Zoia Kosmodemiànskaia. Poetes, escriptors, artistes i escultors li dedicaren treballs. El 1944 es rodà la pel·lícula Zoia sobre la seva via. Els soviètics erigiren un monument en honor seu no gaire lluny del poble de Petrixtxevo, obra d'O. Ikonnikov i V. Feodorov. Es bastí una nova estàtua l'estació de Partizanskaia del metro de Moscou. La muntanya Trans-Ili Alatau (4.108 metres d'altitud), a la serralada de Tian Shan, també s'anomena Zailiski Alatau en honor d'ella. Un planeta menor, el 1793 Zoia, descobert el 1968 per l'astrònoma soviètica Tamara Mikhaïlovna Smirnova, també va rebre el seu nom.
Al llibre Zoya's Story: An Afghan Woman's Struggle for Freedom, publicat el 2002, el narrador explica la seva decisió d'usar el nom "Zoia" com un dels seus pseudònims quan s'uní a l'Associació de les Dones Revolucionàries de l'Afganistan en la seva lluita contra el fonamentalisme. Cita la història de Zoia Kosmodemiànskaia com inspiració en la seva pròpia lluita.
Zoia Phan, una activista política dels karenni i membre del Campanya per Birmània del Regne Unit, va rebre el seu nom per Zoia Kosmodenskaia. El seu pare, Padoh Mahn Sha Lah Phan, havia llegit sobre ella quan estudiava a la Universitat de Yangun i va veure molts paral·lelismes entre la resistència dels Karenni contra el govern de Myanmar i la resistència soviètica contra els nazis a Europa.

## Controvèrsia
La biografia de Zoia Kosmodemiànskaia patí una certa controvèrsia als mitjans durant la dècada de 1990.
El setembre del 1991, gairebé cinquanta anys després de la mort de Zoia, el setmanari rus Argumenty i Fakty publicà un article d'Aleksandr Jovtis, on s'afirmava que no hi havia tropes alemanyes a Petristxevo i que Zoia va ser capturada per camperols locals farts de la destrucció de les seves propietats. La història provenia d'un professor d'escola anònim, que afirmava que era la història de Nikolai Anov. Anov, ja mort, se l'envià a Jovtis. Al final de l'article, Jovyis culpava la política de terra cremada de Stalin per la mort innecessària de la jove.
Un mes després, el mateix setmanari publicà un nou article, basant-se en les cartes enviades pels lectors comentant l'escrit de Jovtis. Alguns autors donaven suport a la versió oficial. Una carta signada com a "família P.A. Lidov" deia que a cada casa del poble hi residien soldats alemanys, objectiu de l'atac de Zoia. La carta feia referència a documents que donaven suport a la informació, incloent protocols no publicats d'interrogatoris fets per l'NKVD als habitants del poble. D'altres lectors compartiren històries que contradeien la versió oficial. Un moscovita anomenat "Petrov" narrà una història que havia sentit d'un resident de Petrisxevo el 1958 sobre les irregularitats en la identificació de la identitat de "Tania". Una estudiant de postgrau de l'Institut d'Història de Moscou, Elena Siniavskaia, publicà la seva recerca on afirmava que la persona executada a Petristxevo no era Zoia Kosmodemiànskaia, sinó que era una partisana desapareguda en acció, Lila Azolina.
Els articles publicats a Argumenty i Fakty van provocar una resposta de l'observador de Pravda Víktor Kojemiaka, publicat com a article sota el títol Cinquanta anys després de la seva mort Zoia torna a ser torturada i executada. A l'article, Kojemiaka critica la teoria de Siniavskaia i confirmà la conclusió oficial sobre la identitat de la noia a la que havien arribat els experts oficials. Posteriorment, l'Institut d'Experts Criminals i el Ministeri de Justícia publicaren una conclusió oficial constatant que les fotografies familiars dels Kosmodemiànskaia es corresponia a la mateixa persona penjada que havia aparegut a Pravda. L'article finalitzava amb una emotiva frase: Que els vostres noms siguin sagrats durant els segles, Tania, Zoia, Lila!. Tants de vosaltres que ens vau donar el més preciós que teníeu; les vostres vides. I no podem ni hem d'oblidar-vos o trair-vos."
Deu anys després, Kojemiaka va escriure un nou article, Zoia torna a ser executada. A l'article, Kojemiaka narra com va quedar colpit al descobrir material absurd en forums d'internet. Segons aquest material, Zoia atacava camperols russos i no pas soldats alemanys. També afirmava que Zoia patia esquizofrènia, que era una estalinista fanàtica, etc. Kojemiaka atribuí el material a Elena Siniavskaia (actualment Doctora en Història). A la seva resposta al diari Patriot el 26 de febrer de 2006, Siniavskaia afirmà que no en sabia res de tot allò, llevat d'algunes frases que eren de la seva monografia. L'autor sembla que va ser un tal Alexander Menyaylov.
Un pas important va ser la publicació del diari Glasnost dels protocols fins llavors desconeguts de la comissió oficial feta per l'NKVD als residents del Petristxevo i Gribtsovski el 25 de gener de 1942 (dos mesos després de l'execució de Zoia). L'informe dia que Kosmodemiànskaia va ser capturada mentre que intentava destruir un estable on hi havia més de 300 cavalls alemanys. També descriu molt gràficament la seva tortura i execució.
Una història lleugerament diferent va ser narrada en les notes de Piotr Lidov publicades a Parlamentskaia Gazeta el 1999. Aparentment, Lidov va recollir meticulosament tota la informació disponible sobre Kosmodemiànskaia, i sostenien la versió segons la qual Zoia i Vasili Klubkov van ser capturats mentre dormien als afores de Petristxevo. Els alemanys van ser advertits per l'habitant del poble Semió Sviridov. Les notes de Lidov també inclouen una entrevista amb un sots-oficial alemany capturat per l'Exèrcit Roig. L'entrevista descriu l'efecte negatiu que causà en la moral dels soldats alemanys que van ser testimonis de l'incendi de les cases.
Marius Broekmeyer, al seu llibre del 2004, afirma que Zoia Kosmodemiànskaia va ser denunciada als alemanys per camperols enfadats perquè havia incendiat els seus estables i matat els seus cavalls mentre que intentava destruir subministraments abans no els poguessin capturar els alemanys.

## La versió de la traïció de Klubkov
Alguns detalls del cas de Zoia Kosmodemiànskai no es van desclassificar fins a 60 anys després a causa que podia haver un cas de traïció, i el cas 16440 no va ser desclassificat fins al 2002. El cas va ser revisat pel Fiscal Militar en Cap Rus, i decidí que Vasili Klubov, que havia traït a Zoia Kosmodemiànskaia, no podia ser rehabilitat. D'acord amb el cas 16440, tres combatents soviètics, Zoia Kosmodemianskaia, Vasili Klubkov i el seu comandant, Borís Krainov, havien de portar a terme una missió de sabotatge al territori ocupat pels nazis. Van rebre la missió d'incendiar les cases al poble de Petristxevo, on hi havia aquarterades tropes alemanyes. Krainov havia d'operar a la part central del poble, Kosmodemiànskaia a la sud i Klubov al nord. Krainov va ser el primer a complir la seva missió i tornà a la base. Zoia acomplí la seva missió, com es va poder veure per 3 columnes de foc al sud del poble que es veien des de la base. Només la zona nord no estava en flames. D'acord amb Klubkov, va ser capturat per dos soldats alemanys i portat al seu quarter general. Un oficial nazi amenaça de matar-lo, i Klubkov donà els noms de Kosmodemiànskaia i Krainov. Després, Zoia va ser capturada pels alemanys. Posteriorment, l'NKVD interrogà a Klubkov, afusellant-lo el 16 d'abril de 1942.

## Proposta de canonització
El 13 de setembre de 2008, durant la celebració del 85è aniversari del naixement de Zoia Kosmodemiànskaia, es proposà que l'Església Ortodoxa Russa podria canonitzar a Zoia. Davant l'absència de qualsevol prova que demostrés que Zoia hagués escollit la mort a renunciar a la seva fe, o fins i tot que fos una cristiana creient, l'Església Ortodoxa Russa no va emprendre cap acció al respecte.